# Булама
Булама (азерб. Bulama) — молочный продукт, распространённый в Азербайджане. Буламу готовят из молока, которое получают от дойных животных в первые дни после того, как те дают потомство.

## Способ приготовления
Овечье молозиво (клейкое молоко), получаемое в первые дни ягнения, смешивается со свежим молоком. Полученная смесь нагревается на огне, после чего начинает створаживаться, и получается сладкая густая зернистая масса.